# 索菲娅·恩斯特伦
索菲娅·恩斯特伦（瑞典語：Sofia Engström，1988年7月3日—），瑞典女子冰球运动员，场上位置是后卫。她曾代表瑞典国家队参加2014年冬季奥林匹克运动会冰球比赛，获得第4名。